# Valle de Guadalupe (kommun)
Valle de Guadalupe är en kommun i Mexiko.   Den ligger i delstaten Jalisco, i den centrala delen av landet, 400 km väster om huvudstaden Mexico City. Antalet invånare är 6 705. Arean är 516 kvadratkilometer.
Terrängen i Valle de Guadalupe är kuperad västerut, men österut är den platt.
Följande samhällen finns i Valle de Guadalupe:
- Valle de Guadalupe
- La Providencia
- Puerta de Macias
- Cañada Grande
- El Rosario